# Cantón de Le Lauzet-Ubaye
El cantón de Le Lauzet-Ubaye era una división administrativa francesa que estaba situada en el departamento de Alpes de Alta Provenza y la región de Provenza-Alpes-Costa Azul.

## Composición
El cantón estaba formado por cinco comunas:
- La Bréole
- Le Lauzet-Ubaye
- Pontis
- Méolans-Revel
- Saint-Vincent-les-Forts

## Supresión del cantón de Le Lauzet-Ubaye
En aplicación del Decreto n.º 2014-226 de 24 de febrero de 2014, el cantón de Le Lauzet-Ubaye fue suprimido el 22 de marzo de 2015 y sus 5 comunas pasaron a formar parte del nuevo cantón de Barcelonnette.